# Iracema
Iracema este un oraș în statul Ceará (CE) din Brazilia.